# Bär

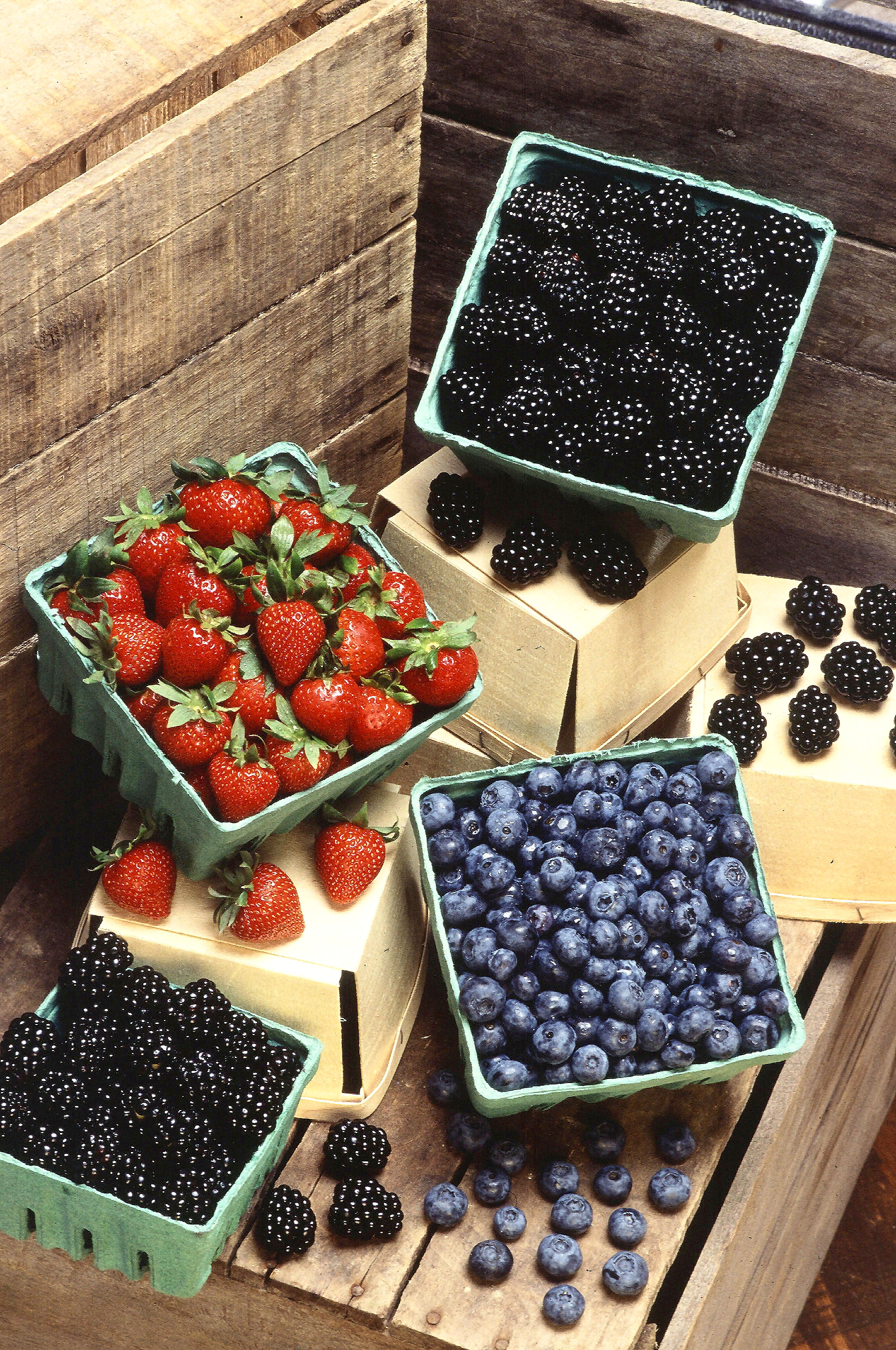
Olika typer av bär. Björnbär, jordgubbar och blåbär. Av dessa är endast blåbäret ett bär i botanisk mening. Både björnbär och jordgubbar räknas definitionsmässigt till fruktförband som är sammansatta frukter.

Bär är i botanisk mening mångfröiga äkta frukter inom undergruppen saftiga frukter. I dagligt tal ges ordet "bär" normalt en betydelse som samlar allehanda små ätbara växtdelar, även om de botaniskt sett inte är bär. 

## I botanisk mening
Inom botanik är bär en sorts frukt som inte öppnar sig, är mångfröig, avfallande samt har en köttig eller saftig fruktvägg. Oftast har också bärens frön en hård vägg.
Här är några exempel på bär i vetenskaplig mening, däribland även några som i vardaglig mening är grönsaker eller frukter:
- Banan
- Blåbär
- Fläder
- Gurka
- Krusbär
- Lingon
- Röda vinbär
- Svarta vinbär
- Tomat
- Tranbär
- Vindruva
- Dadel ("ett enfröigt bär och därmed ett undantag från huvuddefinitionen"[1])
- Avokado[2] (också enfröigt)

## I vardaglig mening
Ur ett vardagligt matperspektiv är bär detsamma som saftiga frukter som är små – ungefär så små att man kan stoppa många av dem i munnen på en gång. Även små saftiga frukter som man inte kan äta, till exempel för att de är giftiga, räknas till bär. 
Av ätliga bär kokas sylt, saft och gelé. De används också i pajer och andra bakverk. Bär äts också ofta som sådana, till exempel med socker och vispad eller ovispad grädde.
- Enbär
- Släktet Fragaria, alla ätliga men en del smaklösa
  - Jordgubbe
  - Smultron och dess syskon backsmultron
- Hönsbär
- Kråkbär
- Körsbär
  - Bigarrå
  - Surkörsbär (klarbär)
- Nypon
- Olvon
- Släktet Ribes, alla ätliga men en del smaklösa
  - Krusbär
  - Röda vinbär
  - Svarta vinbär
- Släktet Rubus, alla ätliga men en del smaklösa
  - Björnbär
  - Hallon
  - Hjortron
  - Stenbär
  - Åkerbär
- Rönnbär
- Snöbär